# Pinus fenzeliana
Pinus fenzeliana är en tallväxtart som beskrevs av Hand.-mazz. Pinus fenzeliana ingår i släktet tallar, och familjen tallväxter. IUCN kategoriserar arten globalt som nära hotad. Inga underarter finns listade i Catalogue of Life.